# Rondellnadel Typ Franzhausen

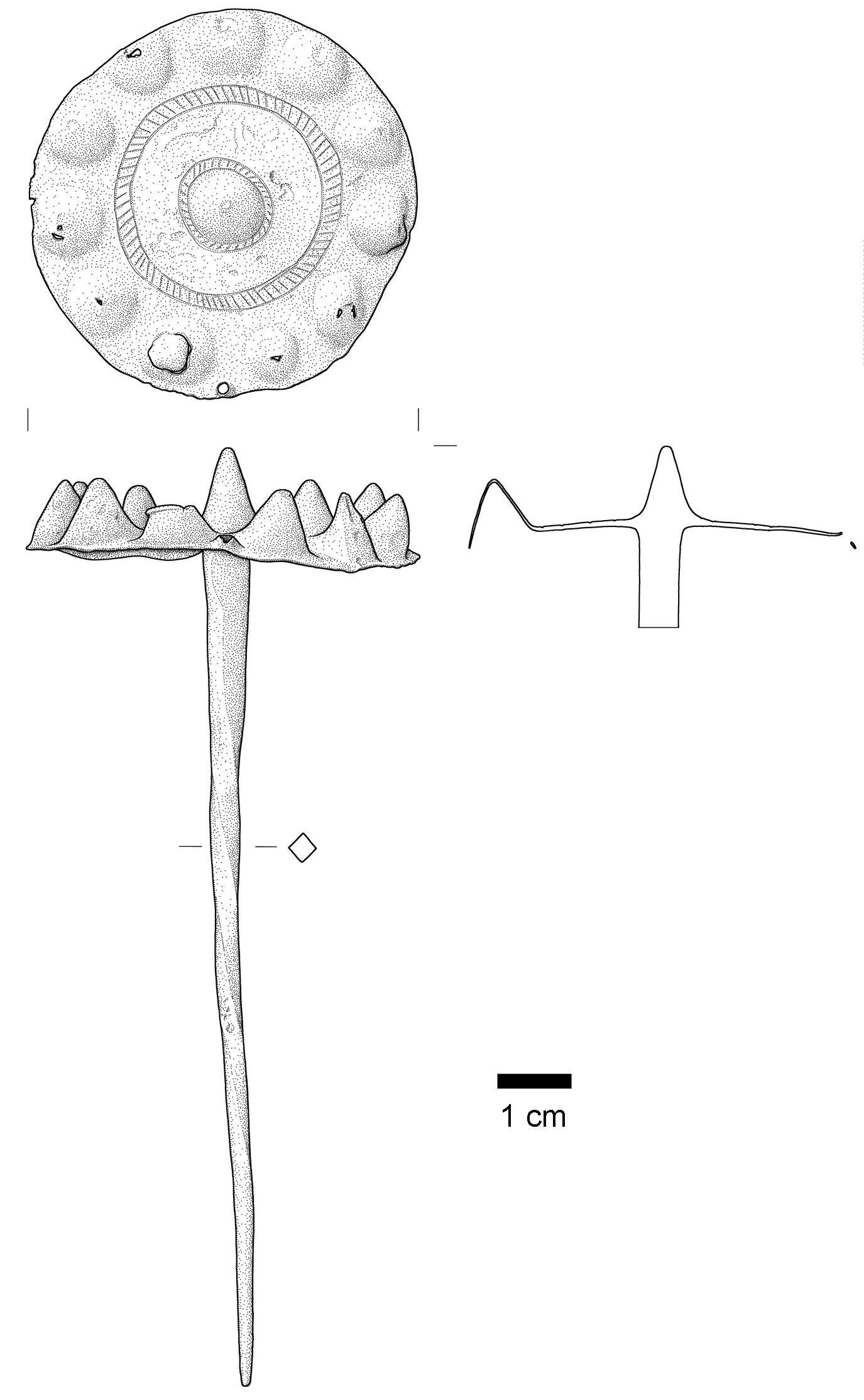
Rondellnadel Typ Franzhausen aus dem Gräberfeld Franzhausen Swietelsky I, Grab 47 (Graphik Stefan Schwarz).

Als Rondellnadel Typ Franzhausen bezeichnet man eine besondere Form von Schmuckstück aus Bronze, die bisher in zwei Frauengräbern der ausgehenden Frühbronzezeit in Österreich gefunden wurde.

## Beschreibung

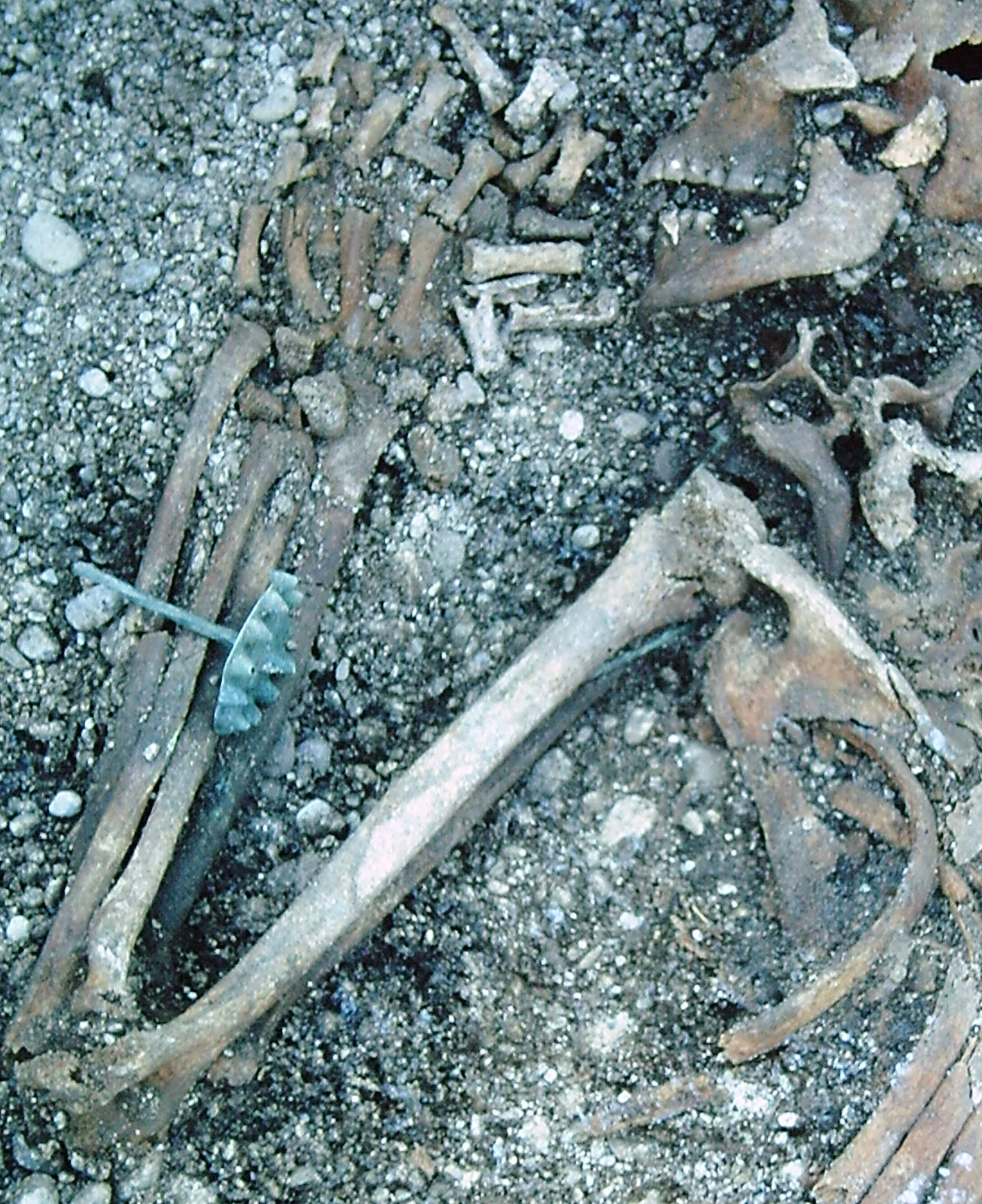
Rondellnadel aus Neumarkt an der Ybbs, Grab 78, insitu (Foto Franz Sauer).

Die beiden bisher bekannten Exemplare sind sich sehr ähnlich. Die vollständige Nadel ist 126 mm lang. Als Nadelkopf dient eine horizontale Scheibe mit einem Durchmesser von 52 mm, die mit Buckeln und Ritzlinien verziert ist. Zwischen zwei Buckeln befindet sich ein Loch zum Fixieren. Der quadratische Nadelschaft mit einem Querschnitt von 3,8 mm weist eine Tordierung auf. Die Nadeln sind im Urzeitmuseum Nußdorf ob der Traisen und im Schul- und Heimatmuseum Neumarkt an der Ybbs ausgestellt.

## Befundsituation
Die Nadeln wurden in Gräberfeldern der Böheimkirchner Gruppe der Věteřov-Kultur in Niederösterreich gefunden. Im Gräberfeld Franzhausen Swietelsky I war vor etwa 3500 Jahren in Grab 47 eine Frau in Nord-Süd-Ausrichtung in hockender Lage bestattet worden. Es handelte sich bei der Bestatteten der anthropologischen Untersuchung nach um eine 20–30-jährige Frau. Das Skelett wurde im Rahmen der archäologischen Grabung des Bundesdenkmalamtes in seiner anatomisch korrekten Lage freigelegt, obwohl für diese Region zur Frühbronzezeit sekundäre Grabeingriffe üblich waren. Außer dem Skelett wurde nur die Rondellnadel Typ Franzhausen im Grab entdeckt. Sie lag senkrecht an der Stirn der Toten, wobei die Scheibe nach oben zeigte. Im Gräberfeld von Neumarkt an der Ybbs lag die Nadel in Grab 78. Das Nord-Süd ausgerichtete Grab wies die tiefste Grabgrube des Gräberfeldes auf. Darin lag eine sehr zarte Frau zwischen 30 und 40 Jahren in Hockerlage mit dem Kopf im Süden. Diese Lage entspricht der üblichen Bestattungstradition dieser Zeit in dieser Region. Von der Bekleidung der Toten blieb nur deren Befestigung erhalten, zwei bronzene Gewandnadeln. Ihrer Form entsprechend werden sie „schrägdurchlochte Kugelkopfnadeln“ genannt. Diese Nadelform ist ein Leittyp der ausgehenden Frühbronzezeit, die bis etwa 1600/1500 v. Chr. dauert. Die Kugelkopfnadeln wurden in Schulternähe gefunden, wo sie durch einen Faden fixiert das Totenkleid verschlossen. Quer über den Unterarmen lag die Rondellnadel mit der Scheibe zur Brust der Toten weisend.

## Funktion

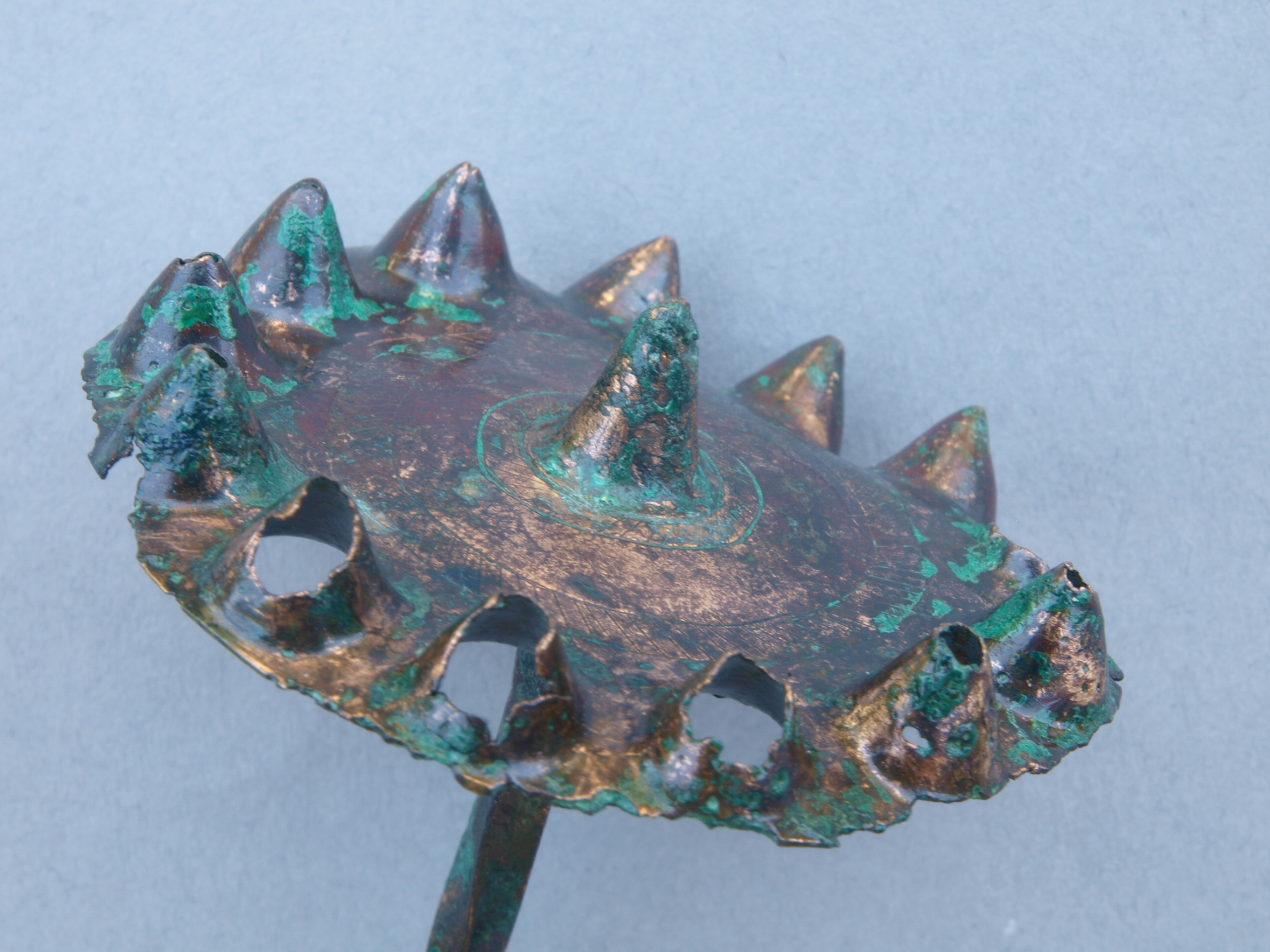
Rondellnadel aus Neumarkt an der Ybbs (Foto Violetta Reiter).

Die Größe und Form der Nadel, vor allem die im rechten Winkel zum Schaft stehende große Scheibe, lassen vermuten, dass es sich nicht um eine gewöhnliche Gewandnadel handelt. Die Lage an der Stirn und am Unterarm lassen darauf schließen, dass sie als Verschluss eines Leichentuches dienten. Die Tiefe der Grabgrube des Grabes von Neumarkt an der Ybbs ist ein Hinweis auf die hohe soziale Stellung der Toten, der durch die Einhüllung in ein Leichentuch eine besondere Bestattungsweise zuteilwurde. Bemerkenswert ist des Weiteren die regionale Ausprägung der Nadeln, die im Gegensatz zum sonst weiträumig einheitlichen Bronzeschmuck steht. Der Nachweis regionaler Bronzeverarbeitung ist von der etwa 50 km entfernten zeitgleichen Siedlung in Böheimkirchen durch Tondüsen und Gussformen aus Stein bekannt.